# 2-й округ департамента Кальвадос
2-й избирательный округ департамента Кальвадос включает двадцать две коммуны округа Кан, в том числе часть столицы департамента города Кан. Общая численность избирателей, включенных в списки для голосования в 2012 г. — 67 110 чел.
Избранным депутатом Национального собрания по 2-му округу является Лоранс Дюмон (Laurence Dumont, Социалистическая партия).
|  | Начало срока      | Конец срока       | Депутат      | Партия                         |
|  | ----------------- | ----------------- | ------------ | ------------------------------ |
|  | 20 июня 2012 г.   | н/вр              | Лоранс Дюмон | Социалистическая партия        |
|  | 20 июня 2007 г.   | 19 июня 2012 г.   | Лоранс Дюмон | Социалистическая партия        |
|  | 19 июня 2002 г.   | 19 июня 2007 г.   | Родольф Тома | Союз за французскую демократию |
|  | 12 июня 1997 г.   | 18 июня 2002 г.   | Луи Мександо | Социалистическая партия        |
|  | 02 апреля 1993 г. | 21 апреля 1997 г. | Луи Мександо | Социалистическая партия        |
|  | 23 июня 1988 г.   | 01 апреля 1993 г. | Луи Мександо | Социалистическая партия        |

## Результаты выборов
Выборы депутатов Национального собрания 2012 г.:
|                | Кандидат        | Партия                    | Первый тур | Первый тур     | Второй тур | Второй тур |
| Кол-во голосов | Кандидат        | Партия                    | % голосов  | Кол-во голосов | % голосов  |            |
| -------------- | --------------- | ------------------------- | ---------- | -------------- | ---------- | ---------- |
|                | Лоранс Дюмон    | Социалистическая партия   | 17 837     | 45,97          | 22 880     | 62,49      |
|                | Родольф Тома    | Демократическое движение  | 8 013      | 20,65          | 13 734     | 37,51      |
|                | Амандин Франсуа | Союз за народное движение | 4 650      | 11,98          |            |            |
|                | Кристоф Маль    | Национальный фронт        | 3 239      | 8,35           |            |            |
|                | Жерар Ленвё     | Левый фронт               | 2 952      | 7,61           |            |            |
|                | Каролин Амьель  | Партия зеленых            | 1 276      | 3,29           |            |            |
| Прочие         | Прочие          | Прочие                    |            | менее 1 %      |            |            |

Выборы депутатов Национального собрания 2007 г.:
|                | Кандидат        | Партия                            | Первый тур | Первый тур     | Второй тур | Второй тур |
| Кол-во голосов | Кандидат        | Партия                            | % голосов  | Кол-во голосов | % голосов  |            |
| -------------- | --------------- | --------------------------------- | ---------- | -------------- | ---------- | ---------- |
|                | Лоранс Дюмон    | Социалистическая партия           | 14 706     | 37,68          | 22 403     | 54,62      |
|                | Родольф Тома    | Союз за французскую демократию    | 14 804     | 37,94          | 18 616     | 45,38      |
|                | Ален Грюэне     | Партия зеленых                    | 1 844      | 4,73           |            |            |
|                | Жерар Ленвё     | Коммунистическая партия           | 1 796      | 4,60           |            |            |
|                | Анри Фере       | Национальный фронт                | 1 095      | 2,81           |            |            |
|                | Синтия Колозио  | Крайне левые                      | 968        | 2,48           |            |            |
|                | Бернар Круазиль | Разные правые                     | 866        | 2,22           |            |            |
|                | Софи Ноэль      | Движение за Францию               | 718        | 1,84           |            |            |
|                | Элен Кюнкель    | Охота, рыбалка, природа, традиции | 674        | 1,73           |            |            |
|                | Кристоф Сади    | Экологисты                        | 391        | 1,00           |            |            |
| Прочие         | Прочие          | Прочие                            |            | менее 1 %      |            |            |